# Laurent Agouazi
Laurent Agouazi (Langres, 16 marzo 1984) è un ex calciatore francese, di ruolo centrocampista.